# 水野勝任
水野 勝任（みずの かつとう）は、下総結城藩の第9代藩主。水野宗家14代。

## 生涯
天保11年（1840年）11月15日、第9代紀伊新宮藩主水野忠央の次男として生まれる。
嘉永5年（1852年）12月8日、第8代結城藩主水野勝進の養子となる。安政6年（1859年）5月6日、勝進の隠居にともない家督を継ぎ、日向守に任官した。後に大坂加番に任じられる。
文久2年（1862年）10月2日、死去した。享年23。跡を養子の勝知（陸奥二本松藩の第9代藩主丹羽長富の子）が継いだ。

## 系譜
父母
- 水野忠央（実父）
- 玉松氏 ー 側室（実母）
- 水野勝進（養父）

正室
- 窈子 ー 松平乗利の娘

養子
- 水野勝知 ー 丹羽長富の八男